# Marco Schüpbach
Marco Schüpbach (* 17. Dezember 1978 in Bern) ist ein ehemaliger Schweizer Eishockeyspieler und heutiger -trainer, der zuletzt für den SC Langenthal in der National League B gespielt hat. Mit dem SC Bern gewann er 1997 die Schweizer Meisterschaft.

## Karriere als Spieler
Der auf der Position des Verteidigers agierende Berner Marco Schüpbach spielte in seiner Jugend für den SC Bern, für den er im Verlauf der Saison 1996/97 in der Nationalliga A debütierte. In seiner Premierensaison absolvierte er insgesamt 33 NLA-Spiele für die Berner, mit denen er nach der gewonnenen Finalserie gegen den EV Zug die Schweizer Meisterschaft errang. Schüpbach absolvierte noch eine weitere Saison im Dress der Mutzen, ehe er 1998 zum Kantonsrivalen EHC Biel in die Nationalliga B wechselte. Insgesamt verteidigte der Defensivakteur drei Jahre lang für die Bieler, bevor der links schiessende Akteur zur Saison 2001/02 ein Angebot des Ligakonkurrenten EHC Visp annahm.
Dort war er vier Jahre als Stammkraft gesetzt, bevor der Berner für die Spielzeit 2005/06 in die Nationalliga A zurückkehrte und bei den SCL Tigers unterschrieb. Diese verliess er nach einer Saison, es folgte die Rückkehr in die zweithöchste Ligastufe zum EHC Visp. Für die Walliser stand Schüpbach in der Folgezeit als Stammspieler regelmässig auf dem Eis. In der Saison 2010/11 gewann er mit dem EHC Visp die Meisterschaft der National League B, verpasste jedoch anschliessend den Aufstieg in die National League A. 2017 beendete er seine aktive Karriere, nachdem Schüpbach drei Spielzeiten im Trikot des SC Langenthal verbracht hatte.

## Karriere als Trainer
Noch während seiner Zeit in Visp begann Schüpbach mit der Trainerausbildung. Nach seinem Wechsel zum SC Langenthal gehörte er zum Trainerstab von Bengt Ericsson bei den Moskito Top.
Ab der Saison 2015/16 war Schüpbach als Leiter der Erfassungsstufe des SC Langenthal tätig. Im Frühjahr 2018 erhielt er sein Nachwuchstrainer-Diplom. Ab der Saison 2018/19 fungierte er zusätzlich als Cheftrainer der Moskito Top des SC Langenthal.
Nach der Entlassung von Dany Gélinas Ende Oktober 2022 wurde Schüpbach zunächst auf Interimsbasis zum Cheftrainer des EHC Visp ernannt, sein Assistent ist der langjährige Visp-Spieler Beat Heldstab.

## Erfolge und Auszeichnungen
- 1997 Schweizer Meister mit dem SC Bern
- 2011 Meister der National League B mit dem EHC Visp
- 2014 Meister der National League B mit dem EHC Visp